# Piedimonte del Calvario
Piedimonte del Calvario, già Piedimonte, (Podgora in sloveno; Pudigori in friulano) è un quartiere del comune italiano di Gorizia.

## Storia
Il centro abitato apparteneva storicamente alla Contea di Gorizia e Gradisca, come comune autonomo inserito nel distretto di Gorizia; era noto sia con il toponimo italiano Piedimonte sia con il toponimo sloveno di Podgora.

Fu comune autonomo che comprendeva anche gli abitati di San Mauro e Piuma dell'attuale comune di Gorizia, nonché l'abitato di Poggio San Valentino (Podsabotin, Sotvalantin) dell'attuale comune sloveno di Còllio.
Secondo l'ultimo censimento austriaco del 1910, intorno all'87% della popolazione residente era di madrelingua slovena; dato sostanzialmente confermato dal censimento italiano del 1921.
Durante la prima guerra mondiale il centro abitato fu semidistrutto dagli eventi bellici, anche per la sua posizione ai piedi del monte Calvario, strategico per la conquista di Gorizia.
Al termine del conflitto passò, come tutta la Venezia Giulia, al Regno d'Italia; il toponimo venne cambiato in Piedimonte del Calvario, e il comune venne inserito nel circondario di Gorizia della provincia del Friuli.
Nel 1927 il comune di Piedimonte del Calvario venne aggregato a Gorizia, divenuta contemporaneamente capoluogo dell'omonima provincia.
Oggi, il quartiere di Piedimonte è una delle zone periferiche del comune di Gorizia dove vige, almeno parzialmente, il bilinguismo visivo italo-sloveno.